# Ljudmila Novak
Ljudmila Novak (née le 1er août 1959 à Maribor) est une femme politique slovène et députée au Parlement européen. 
Elle appartient au parti Nouvelle Slovénie, qui est membre du Parti populaire européen. Elle fait partie de la commission de l'environnement, de la santé publique et de la sécurité alimentaire du parlement.